# Charles Dudouyt
Charles Dudouyt (1885-1946) est un illustrateur, entrepreneur et designer de meubles français.

## Biographie
Né à Paris de Gabrielle Fromage et de Charles-Louis Dudouyt, commissaire-priseur, le jeune Charles fait des études d'art à l'école municipale Germain Pilon (Paris 3e). Son père lui communique le goût pour les beaux objets et lui trouve des emplois chez des antiquaires,,.
Il épouse Jeanne Haguenauer en 1908, dont trois enfants, Rosine Dudouyt (1909), Geneviève (1911) et enfin Jacques (1913). Le couple s'installe à Conflans-Sainte-Honorine. Charles vit de la production d'illustrations pour des périodiques comme Rions, Le Rire ou encore Le Sourire, et pour des éditeurs comme la Librairie Arthème Fayard et Calmann-Lévy.
Mobilisé durant la Première Guerre mondiale, il est blessé du côté d'Ypres, puis travaille dans des usines d'armement et d'équipement militaires jusqu'au 22 avril 1919. Durant les trois dernières années du conflit, lui et sa femme fabriquent, de nuit, des luminaires et des éléments de décoration brodés. 
La famille s'installe à Pontoise. Les Dudouyt sont chargés de la décoration d'un bar, rue Daunou. Par ailleurs, Mistinguett les commissionne pour redécorer son appartement boulevard des Capucines. En mai 1920, Dudouyt, premiers succès aidant, s’associe avec le décorateur Louis Pierre Eugène Duval pour créer une société en nom collectif ayant pour raison sociale : Dudouyt, Duval et Cie. Le siège social est établi 33 rue Basse à Pontoise et fabrique des meubles et des articles de décorations.
En mai 1922, Dudouyt fonde une nouvelle société d'ameublement avec l'industriel parisien Jean Lemée, appelée « L’Abeillée », basée à Pontoise, rapidement délocalisée à  Saint-Ouen-l'Aumône. Les productions de L’Abeillée sont contemporaines de l'Art déco, mais tranchent par leurs aspects bruts, non dénuées d'originalité. Du fait de la crise économique, l'entreprise ferme en 1931.

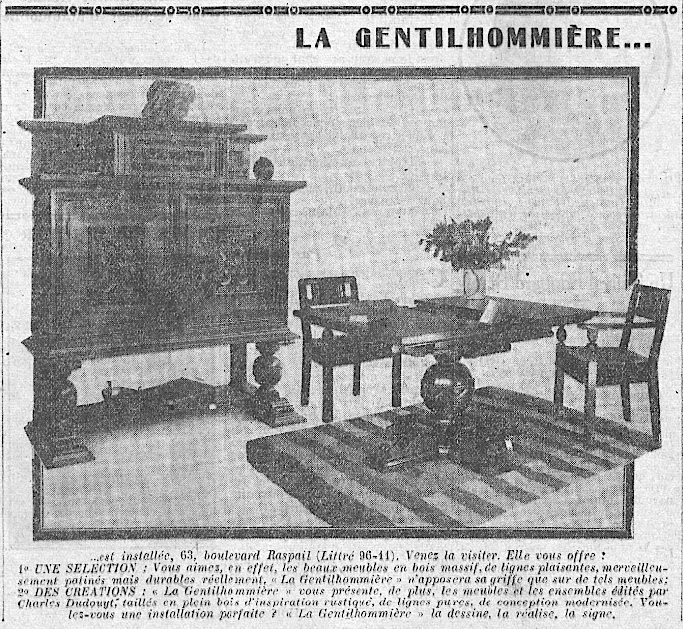
Comœdia annonce en une l'ouverture de la boutique La Gentilhommière et montre quelques meubles (18 février 1933).

Dudouyt déménage au 60 rue d'Hauteville, puis ouvre début 1933, un magasin appelé La Gentilhommière, au 63-67 boulevard Raspail,, en plus d'un atelier située à la Butte-aux-Cailles, d'où sortent ses productions de meubles, au formes de plus en plus épurées, certaines étant marquées par un africanisme subtil. Dudouyt est très au fait des tendances de son temps. Dans sa boutique, il présente aussi des créations de Jean Besnard (1889-1958), Georges Jouve, Jean Després, Alexandre Noll. En 1937, il est exposant durant l'Exposition internationale des arts et des techniques appliqués à la vie moderne. Fin avril 1938, il expose avec 29 autres artistes contemporains au Petit Palais.
En juillet 1944, Dudouyt, depuis le magasin, filme le boulevard Raspail avec une caméra 8 mm, capturant l'évacuation des troupes allemandes du front de la Normandie, puis le 22 août, la libération de Paris : ce document est conservé par le musée de la Résistance.
Très affaibli par la période de l'Occupation, Dudouyt, meurt en avril 1946, des suites d'une prostatite,. Son fils Jacques poursuit l'activité de La Gentilhommière, qui s'ouvre à des peintres contemporains et aux arts premiers, jusqu'en 1960,.

## Œuvre

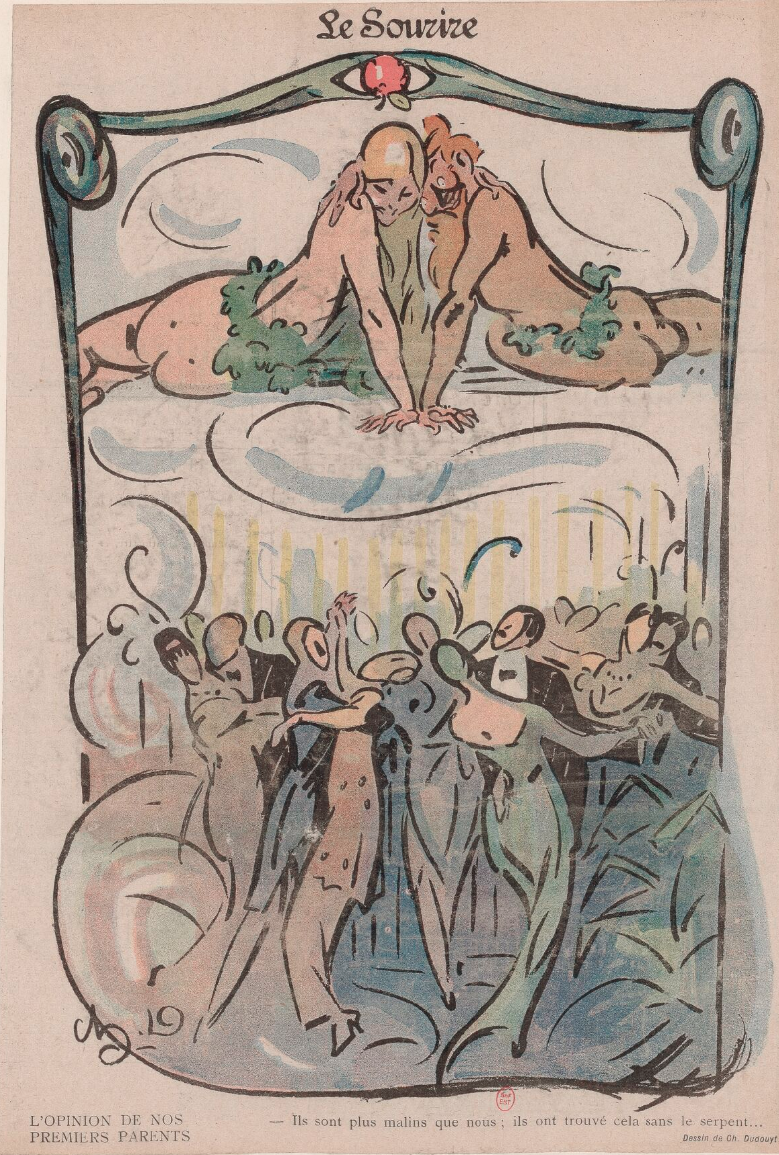
Illustration publiée dans Le Sourire (fonds BNF).

Les productions modernistes de L'Abeillé sont rares et très recherchées. Celles de la période de La Gentilhommière apparaissent dans les salles de vente de ces dix dernières années et entrainent un intérêt croissant chez les collectionneurs du style Dudouyt.

### Ouvrages illustrés
- Jules Renard, Théâtre complet, Librairie Arthème-Fayard, 1911.
- Nouvelle collection illustrée Calmann-Lévy :
  - Alphonse Allais, L'Affaire Blaireau, 1912.
  - Henri Lavedan, Les beaux dimanches, 1913.
  - H. G. Wells, La Guerre des mondes, [1915][19].

### Dans des collections publiques
- Paris, Bibliothèque du musée des Arts décoratifs — fonds d'archives[20].